# Albinów Mały
Albinów Mały – wieś w Polsce położona w województwie lubelskim, w powiecie biłgorajskim, w gminie Goraj.
W latach 1975–1998 miejscowość administracyjnie należała do województwa zamojskiego. Według Narodowego Spisu Powszechnego (III 2011 r.) liczyła 43 mieszkańców i była najmniejszą miejscowością gminy Goraj.
Wierni Kościoła rzymskokatolickiego należą do parafii św. Kazimierza Królewicza w Radzięcinie.